# Площа п'яти місяців
Площа п'яти місяців (італ. Piazza delle Cinque Lune) – італійська кримінальна драма 2003 року, знята Ренцо Мартінеллі. Фільм оповідає про викрадення та вбивство прем’єр-міністра Альдо Моро членами «Червоних бригад»

## У ролях
- Дональд Сазерленд – суддя Росаріо Сарачіні
- Джанкарло Джанніні – Бранко
- Стефанія Рокка – Фернанда
- Фарід Мюррей Абрахам – «Сутність»
- Аїша Серамі – Омбретта
- Ґреґ Вайз – Франческо Доні
- Нікола ді Пінто – антиквар